# Kalipetrovo
Kalipetrovo (Bulgaars: Калипетрово) is een dorp in het noordoosten van Bulgarije. Zij is gelegen in de gemeente Silistra, oblast Silistra. Het dorp ligt 4 km ten zuidwesten van Silistra en 351 km ten noordoosten van Sofia. Met ruim 3.700 inwoners (peildatum 2019) is  Kalipetrovo een van de grotere dorpen in Bulgarije en het op een na grootste dorp in oblast Silistra (op Ajdemir na).

## Bevolking
De bevolking van het dorp Kalipetrovo bestond in 1934 uit 3.500 personen. In 1992 bereikte het inwonersaantal een maximum met 6.261 personen. Daarna is de bevolking vrij snel afgenomen afgenomen tot 5.361 personen in 2001, 4.266 personen in februari 2011 en 3.709 personen in december 2019.
Van de 4.266 inwoners in 2011 reageerden er 3.641 op de optionele volkstelling. Van deze 3.641 respondenten identificeerden 2.776 personen zichzelf als etnische Bulgaren (76,2%), gevolgd door 516 Bulgaarse Turken (14,2%), 333 Roma (9,1%) en 16 ondefinieerbare personen (0,5%).